# Goal! Goal! Goal!
Goal! Goal! Goal! (ゴール！ゴール！ゴール！?, Gōru! Gōru! Gōru!) è un videogioco arcade di calcio sviluppato da Visco e pubblicato da SNK per console Neo Geo nel 1995.

## Modalità di gioco
Il titolo rappresenta una versione semplificata del campionato mondiale di calcio, che consiste nell'eliminare sette squadre per ottenere la vittoria finale. Le prime tre vengono annunciate simulando una fase a gironi precedente alla fase ad eliminazione diretta, dove compaiono invece le altre quattro. In questa seconda fase vengono mostrate tutte le squadre classificate, quali avanzano e quali restano in gara.
Ogni partita dura 2 minuti, fermando il tempo ogni volta che la palla non è in gioco, contrariamente alle regole ufficiali di questo sport. Quando l'orologio raggiunge lo zero, vengono concessi 12 secondi extra (non visualizzati sullo schermo) come tempo di recupero.
Come in molti videogiochi di calcio non simulativi, in caso di pareggio è necessario proseguire con un credito aggiuntivo, e poi decidere se ripetere la partita o optare per i calci di rigore.

### Squadre selezionabili
Goal! Goal! Goal! comprende 28 squadre nazionali, ognuna delle quali possiede 3 caratteristiche (tiro, difesa e velocità) che le differenziano dalle altre.
Le squadre nazionali disponibili sono:
- Arabia Saudita
- Argentina
- Belgio
- Bolivia
- Brasile
- Bulgaria
- Camerun

- Colombia
- Corea del Sud
- Francia
- Germania
- Giappone
- Grecia
- Inghilterra

- Irlanda
- Italia
- Marocco
- Messico
- Nigeria
- Norvegia
- Paesi Bassi

- Romania
- Russia
- Spagna
- Stati Uniti
- Svezia
- Svizzera
- Uruguay

## Accoglienza
Kyle Knight di AllGame ne ha dato una recensione complessivamente positiva.